# ネットショップ総研
株式会社ネットショップ総研（英文社名Onlineshop Labo,Inc.）は、ネットショップにおける「研究・実践・発信」を掲げたラボ型BPO（ビジネスプロセスアウトソーシング）として、ECサイトの立ち上げ、運営代行、コンサルティングなどを供給する企業である。

## 概要
2008年10月、ネットショップ運営人材創出を目的とした「ネットショップマスター認定講座」を開講と同時に創設。
2012年、「Yahoo! JAPAN コマースパートナーエキスパート」に選ばれている。
2013年、ヘヴィーメタル愛好家向けの「メタルインターン」を開始し、川崎市宮前区が掲げる「メタルで町おこし」において「メタル愛好家の雇用創出における経済効果」をテーマに登壇し、メタルイノベーション賞を受賞。
2014年、「EC支援企業のBEST 100」に選ばれている。同年に受託案件数が1,000件を超えたと同時に研究体制をセンターラボ、セクションラボに分け目的、課題に合わせた研究を行い、フレームワーク化された研究結果を連載コラムや書籍にて公開している。
2015年、大分県立中津東高等学校と電子商取引授業における産学連携を開始。同年に代表取締役、長山衛がウォール・ストリート・ジャーナル日本EC市場のコメンテーターを務める。

## 沿革
- 2008年10月 - 東京都葛飾区にて株式会社ネットショップ総研設立
- 2011年11月 - 日本実業出版社から「食品ネットショップ10倍売るための教科書」上梓
- 2012年05月 - ECのグチ聞き無料サービス提供開始
- 2012年05月 - EC業界未経験者向け無料就職相談サービスを開始
- 2012年07月 - 食品EC運営代行×飲食実店舗コンサルティング提供開始
- 2012年07月 - 日本ネット経済新聞にてECデザイナー向けコラム連載開始
- 2012年08月 - NPO法人「EC研究会」日本OLS大賞に新賞「ネットショップ総研【コンセプト賞】」設立
- 2012年10月 - EC運営担当者向け認定資格「ネットショップマスター認定講座」のカリキュラム監修に就任
- 2013年01月 - EC運営担当者向け派遣ECマネジメント研修プログラム提供開始
- 2013年02月 - EC事業者向けセカンドオピニオンサービスを提供開始
- 2013年06月 - パソナテック「Job-Hub」とEC事業者向け共同サービス「ECサイト運営支援サービス」を開始
- 2013年08月 - EC未経験者メタル好き限定インターン採用開始
- 2013年09月 - 本社事務所を同区内に移転
- 2013年10月 - 別府大学 国際経営学部 発展演習ゼミ内でネットショップの現状と課題点を講義
- 2013年10月 - Yahoo!ショッピング新規出店者向け「買い物革命プラン」を提供開始
- 2013年12月 - 株式会社ベジフルファームの第三者割当増資受け入れ
- 2013年12月 - 一般社団法人Eコマースコンサルタント協会「JECCICA（ジェシカ）」理事就任
- 2014年04月 - CCC資本子会社の株式会社SKIYAKIとEC事業者向けサービス「ファン・リレーション・フルフィルメント」を開始
- 2014年04月 - 「EC支援企業のBEST100」を受賞
- 2014年05月 - 技術評論社から「マネして完成！事業計画書」上梓
- 2014年05月 - 川崎市宮前区主催「メタリックフォーラム」にてメタルイノベーション賞受賞
- 2014年06月 - 東京ヴェルディ1969フットボールクラブ株式会社と公式サポーティングパートナー契約を締結
- 2014年07月 - 消費購買行動モデル『AFLARモデルと10の消費行動』を提唱
- 2014年08月 - LPモデル『欲求段階の12スキームLPフレームワーク』を提唱
- 2014年08月 - アドバイザーを務めるスマホEC向け販促支援プラットフォーム「flipdesk（フリップデスク）」提供開始
- 2014年10月 - 中小企業基盤整備機構の新規EC出店者向けオンライン講座 「ネットショップ開店ch」を監修
- 2014年11月 - 代表取締役 長山衛 作詞作曲の社歌「ECメタル」発表
- 2014年12月 - ECブランディング理論『C-VAIPASSの8指標』を提唱
- 2015年01月 - EC運営担当者向け人材研修プログラムを開始
- 2015年02月 - プライバシーマーク取得
- 2015年02月 - 株式会社オプティマイザーと事業提携し「EC再成長ソリューション」を提供開始
- 2015年02月 - 製品開発フレームワーク「TOPFMモデルと5つの情感」を提唱
- 2015年03月 - 福本伸行公認グッズサイト運営開始
- 2015年04月 - 競合サイト分析サービス提供開始
- 2015年04月 - 「株式会社 催事市場」の株式取得とグループ会社化
- 2015年04月 - 「2015EC支援企業のBEST100」を受賞
- 2015年04月 - インプレスグループ「ネットショップ担当者フォーラム」にて監修マンガ連載[11]開始
- 2015年05月 - 一般社団法人日本通販CRM協会顧問就任
- 2015年05月 - 大分県立中津東高等学校と電子商取引授業における産学連携開始

## 特徴

### 週休3日制度
2011年～2012年に実施された制度。土日以外の平日1日を任意で休日とした

### 脱スーツ宣言
企業個性の一環として基本的にスーツ着用を禁止

### メタルインターン採用
メタル愛好家であれば未経験でも採用する制度。320名の応募があり10名採用。

### テーマソング提供
代表取締役 長山衛がハードコアバンドオリンポス16闘神を行っている事から、希望に応じ企業テーマソングを提供。

海産居酒屋さくら水産を運営するテラケンなど、過去に4社が採用。